# Der Ausgesetzte
Der Ausgesetzte (Originaltitel: The Abandoned) ist die sechste Folge der dritten Staffel der US-amerikanischen Science-Fiction-Fernsehserie Star Trek: Deep Space Nine. Sie wurde in den Vereinigten Staaten über Syndication vermarktet und erstmals am 31. Oktober 1994 auf verschiedenen Fernsehsendern ausgestrahlt. In Deutschland war sie zum ersten Mal am 21. Februar 1996 in einer synchronisierten Fassung auf Sat.1 zu sehen.

## Handlung
Im Jahr 2371 erhält auf der Raumstation Deep Space Nine der Barbesitzer Quark Besuch von der Frachterkapitänin Rionoj, die ihm für einen günstigen Preis die Fracht eines Wracks verkauft, das sie im Gamma-Quadranten entdeckt hat. Bei der Inspektion seiner Erwerbungen hört Quark plötzlich ein Geräusch. Er stößt auf eine Stasis-Kammer und findet darin ein Baby. Er bringt es sofort auf die Krankenstation und Stationsarzt Julian Bashir stell fest, das es mit ganz enormer Geschwindigkeit heranwächst. Da er nicht weiß, welcher Spezies das Baby angehört, hat er keine Ahnung, ob diese Wachstumsrate normal ist. Nach nur wenigen Stunden ist aus dem Baby bereits ein Junge geworden, der sprechen kann. Gegenüber Commander Benjamin Sisko äußert Bashir den Verdacht, der Junge könnte mittels Gentechnik erschaffen worden sein.
Beim Essen erzählt Bashir Wissenschaftsoffizierin Jadzia Dax, dass dem Jungen, offenbar beabsichtigt, ein lebenswichtiges Enzym fehlt. Plötzlich wird er zurück zur Krankenstation gerufen, denn der Junge, inzwischen ein Jugendlicher, ist entflohen und jagt Leute über das Promenadendeck der Station. Erst als Sicherheitschef Odo sich ihm entgegenstellt, hält der Junge ein und wirft sich ehrfurchtsvoll vor ihm nieder. Dax und Bashir erkennen nun, womit sie es zu tun haben: Der Junge gehört zum Volk der Jem’Hadar, den Soldaten des gefährlichen Dominion. Odo ist ein Formwandler und gehört der gleichen Spezies an wie die Gründer des Dominion. Die Ehrfurcht vor seiner Spezies wurde dem Jungen offenbar genetisch einprogrammiert.
Sisko kontaktiert umgehend das Sternenflottenkommando, das entscheidet, dass der Jem’Hadar in eine Forschungseinrichtung überstellt werden soll. Odo und Bashir protestieren dagegen, da er ein fühlendes Wesen ist und daher nicht als bloßes Studienobjekt behandelt werden sollte. Odo bietet an, den Jungen in seine Obhut zu nehmen. Sisko gestattet es nach einigem Zögern. Der Jem’Hadar wird zunehmend aggressiver und muss zeitweise in eine Zelle gesperrt werden. Durch Odos Zureden lässt er zumindest zu, dass Bashir einige Tests durchführt, um sein fehlendes Enzym zu replizieren. Anschließend unterhält sich Odo mit dem Jem’Hadar und findet mit einer gewissen Enttäuschung heraus, dass er offenbar ausschließlich von dem Drang zu kämpfen beseelt ist.
Sisko bereitet unterdessen ein Abendessen vor. Er hat die Freundin seines Sohnes Jake eingeladen, weil er sie besser kennenlernen möchte. Er ist recht besorgt, denn Mardah ist älter als Jake und arbeitet in Quarks Bar als Dabo-Mädchen. Sisko hält sie eigentlich nicht für einen passenden Umgang für seinen Sohn, doch er ändert seine Einstellung sehr schnell, als sie von sich erzählt. Sie hatte kein leichtes Leben, denn ihre Eltern wurden während der cardassianischen Besatzung ihrer Heimat Bajor getötet. Zu ihren Geschwistern hat sie keinen Kontakt, da sie ihre Berufswahl missbilligen. Sisko erfährt von ihr aber auch einige ihm bisher unbekannte Dinge über seinen Sohn: Er ist ein gewiefter Spieler und er hat ein schriftstellerisches Talent.
Bei der Durchsicht der Schiffsfracht stößt Chefingenieur Miles O’Brien auf ein Behältnis mit mehreren Ampullen, die offenbar das Enzym des Jem’Hadar enthalten. Es scheint so, als wäre er bewusst so erschaffen worden, dass er von regelmäßigen Injektionen abhängig ist. Der Jem’Hadar fühlt sich sofort besser, als ihm Bashir eine Dosis verabreicht. Er ist allerdings immer noch aggressiv und sieht andere Wesen als seine Feinde an. Odo zeigt ihm Aufnahmen von früheren Begegnungen mit Jem’Hadar und verdeutlicht ihm, dass sie vom Dominion zu brutalen Kämpfern gemacht wurden. Er versucht ihm klarzumachen, dass die Gründer keine unfehlbaren Götter sind und dass er nicht gezwungen ist, seinen scheinbar vorbestimmten Weg einzuschlagen. Odo will ihm Möglichkeiten aufzeigen, seine Aggressionen abzubauen, ohne anderen zu schaden. Er führt ihn in eine Holosuite und lässt ihn gegen einen künstlichen Gegner kämpfen. Die erste Offizierin Kira Nerys ist skeptisch, ob Odo damit Erfolg haben wird, denn der Jem’Hadar wurde genetisch zum Töten erschaffen und sie bezweifelt, dass man ihm diesen Trieb einfach abtrainieren kann. Der Jem’Hadar kämpft eine ganze Weile, doch der erhoffte Aggressionsabbau bleibt aus und er reagiert weiterhin feindselig auf die Leute in seiner Umgebung.
Odo erhält schließlich die Nachricht, dass die Sternenflotte den Jem’Hadar nicht länger in seiner Obhut lassen will, sondern ihn in den nächsten Stunden abholen wird. Der Jem’Hadar bittet darum, zu seinem eigenen Volk zurückgebracht zu werden. Odo kommt zu dem Schluss, dass er keine anderen Möglichkeiten mehr hat. Er und der Jem’Hadar machen sich auf den Weg zu einem Runabout. Sisko stellt sich ihnen zunächst mit einem Sicherheitsteam in den Weg, lässt sie dann aber passieren. Sie fliegen durch das Wurmloch in den Gamma-Quadranten, wo Odo den Jem’Hadar freilässt. Nach seiner Rückkehr gesteht er Kira, dass sie mit ihrer Einschätzung leider richtig lag.

## Verbindungen zu anderen Star-Trek-Produktionen
Jakes Freundin Mardah hat hier ihren einzigen Auftritt in der Serie Star Trek: Deep Space Nine. Sie wurde zuvor in mehreren Folgen erwähnt.
Einige Elemente aus dieser Folge wurden in späteren Star-Trek-Produktionen wieder aufgegriffen:
- In Folge 4.04 (Der Hippokratische Eid) von Star Trek: Deep Space Nine werden die Ereignisse aus Der Ausgesetzte noch einmal erwähnt.
- In dieser Folge wird die Droge Ketracel-White eingeführt (allerdings noch nicht namentlich genannt), von der die Jem’Hadar abhängig sind.
- Jake Siskos literarisches Talent wird hier erstmals erwähnt. Im weiteren Verlauf der Serie wird er schließlich Schriftsteller und Journalist.

## Produktion

### Drehbuch
Ira Steven Behr wollte eine weitere Folge mit den kurz zuvor eingeführten Jem’Hadar produzieren. Sie sollte sich aber nicht primär um eine weitere Schlacht drehen, denn er fand, dass ein neuer Feind seinen Schrecken verliert, wenn die Protagonisten zu schnell in der Lage sind, ihn zu besiegen.

### Darsteller
Leslie Bevis hat hier ihren zweiten von drei Auftritten als Rionoj.
Anstelle von Jill Sayre war ursprünglich Chase Masterson für die Rolle von Mardah vorgesehen, doch der Altersunterschied zwischen ihr und Cirroc Lofton erschien zu groß. Masterson übernahm später ab Folge 3.22 (Die Erforscher) die wiederkehrende Nebenrolle des Dabo-Mädchens Leeta.
Obwohl es sich bei der bajoranischen Krankenschwester Hordak um eine Sprechrolle handelte (auch wenn sie nur über Funk zu hören ist), wurde der Name ihrer Schauspielerin nicht in den Credits der Folge genannt.

## Rezeption
Keith DeCandido bewertete Der Ausgesetzte 2013 auf tor.com als eine gute Folge von Star Trek: Deep Space Nine. Er verglich sie mit der Folge Ich bin Hugh von Raumschiff Enterprise – Das nächste Jahrhundert, in der versucht wird, einem Borg seine Individualität zurückzugeben. Im Gegensatz zu dieser Folge sind Odos Bemühungen in Der Ausgesetzte aber von Anfang an zum Scheitern verurteilt, da die genetische Programmierung der Jem’Hadar nicht abgeändert werden kann. DeCandido kritisierte, dass die Haupthandlung handwerklich nicht gut gemacht sei, da die Bezugsperson des Ausgesetzten zu oft wechselt und erst sehr spät klar wird, dass Odo hier im Mittelpunkt stehen soll. Die Nebenhandlung um Jake und Mardah fand DeCandido hingegen gut umgesetzt.